# Lidl-Trek
A Trek-Segafredo (Código da equipe na UCI: TFS) é uma equipe de ciclismo profissional, de origem luxemburguesa, mas desde 2014 sob licença americana, que compete em torneios de ciclismo de estrada da UCI World Tour. Foi fundada em 2011, com o nome de Leopard Trek, sob patrocínio na montadora japonesa Nissan.